# João Pinheiro (ort)
João Pinheiro är en ort i Brasilien.   Den ligger i kommunen João Pinheiro och delstaten Minas Gerais, i den sydöstra delen av landet, 290 km sydost om huvudstaden Brasília. João Pinheiro ligger 775 meter över havet och antalet invånare är 28 080.
Terrängen runt João Pinheiro är platt åt sydost, men åt nordväst är den kuperad. Det finns inga andra samhällen i närheten.
Omgivningarna runt João Pinheiro är huvudsakligen savann. Runt João Pinheiro är det glesbefolkat, med 8 invånare per kvadratkilometer.